# Catinone
Il catinone è un alcaloide presente nelle foglie di qāt o anche detto khat.
Il catinone è un alcaloide monoaminico presente nell'arbusto Catha edulis (khat) ed è chimicamente simile all'efedrina, alla catina, e ad altre anfetamine. Probabilmente è il principale contributo all'effetto stimolante della Catha edulis. Il catinone differisce da molte altre anfetamine in quanto ha un gruppo funzionale chetonico. Altre fenetilamine che condividono questa struttura includono gli stimolanti metcatinone, l'MDPV, il mefedrone e l'antidepressivo bupropione.

## Storia
Il Khat è coltivato nel Corno d'Africa e nella regione della penisola arabica nel mondo da migliaia di anni. È più comunemente masticato per l'effetto euforico che produce. Il principio attivo fu proposto per la prima volta nel 1930, quando la catina fu identificata come alcaloide predominante nella pianta. Si pensava che la catina fosse il principale ingrediente attivo in khat fino agli anni '60, quando si scoprì che la quantità di catina nelle foglie di khat era insufficiente per produrre gli effetti osservati. Nel 1975, il Narcotic Laboratory delle Nazioni Unite analizzò le foglie di khat provenienti da Yemen, Kenya e Madagascar e trovò la presenza di un diverso alcaloide, il catinone. [2] Il catinone è una molecola simile alla catina, ma è molto più abbondante nelle piante più giovani. Questa scoperta ha indotto gli scienziati a speculare sul fatto che il catinone fosse il vero ingrediente attivo in khat.
Nel 1994 è stato condotto uno studio per testare gli effetti del catinone. Sei volontari che non avevano mai masticato il khat ricevettero un campione di khat attivo e un campione di placebo privo di catinone. I ricercatori hanno analizzato gli stati d'animo, i livelli di attività e la pressione sanguigna dei partecipanti prima e dopo aver consumato il khat o il placebo. Questa analisi ha dimostrato che il catinone ha prodotto sintomi simili all'anfetamina, portando i ricercatori a confermare che il catinone, non il catino, è l'ingrediente attivo nelle foglie di khat.

### Significato culturale
Oltre 20 milioni di persone nella penisola arabica e in Africa orientale masticano foglie di khat ogni giorno. È un pezzo importante della cultura e dell'economia in questa regione, specialmente in Etiopia (dove si dice che abbia avuto origine il khat), Kenya, Gibuti e Yemen. Gli uomini di solito lo masticano durante le feste o altri incontri sociali mentre fumano sigarette e bevono tè. Anche gli agricoltori e gli altri lavoratori usano il khat nel pomeriggio per ridurre l'affaticamento e la fame nel corso della giornata. Funziona come la caffeina in una tazza di caffè forte come un farmaco anti-fatica. È noto che studenti e autisti lo usano per stare all'erta per periodi di tempo più lunghi.
Per produrre gli effetti desiderati, le foglie di khat devono essere masticate fresche. Le foglie fresche hanno una maggiore concentrazione di catinone. Attendere troppo tempo dopo la coltivazione per masticare la foglia permetterà al catinone di scomporre nella sua forma meno potente, il catino. A causa della necessità di una masticazione rapida, è un'abitudine storicamente prevalente solo dove cresce la pianta. Tuttavia, negli ultimi anni con miglioramenti nel trasporto su strada e aereo, la masticazione del khat si è diffusa in tutti gli angoli del mondo.
La coltivazione del khat nello Yemen è un'industria altamente redditizia per gli agricoltori. Le piante di Khat cresceranno in modo diverso a seconda del clima in cui sono coltivate e ognuna produrrà diverse quantità di catinone. Generalmente non cresce così come nei climi costieri e caldi. Nello Yemen, la pianta del khat prende il nome dalla regione in cui è cresciuta. La pianta di Nehmi khat ha la più alta concentrazione nota di catinone, 342,5 mg / 100 g.

## Effetti biologici

### Meccanismo d'azione
Il catinone stimola il rilascio di dopamina e inibisce la ricaptazione di adrenalina, noradrenalina e serotonina. Poiché il catinone è una molecola dotata di un buon grado di lipofilia, può facilmente attraversare le membrane cellulari e la barriera emato-encefalica. Questa proprietà gli consente di raggiungere e quindi interagire con i trasportatori di monoammine nella fessura sinaptica.
I metaboliti del catinone, cioè norefedrina e catina, sono farmacologicamente attivi. Gli effetti del catinone possono essere contenuti previa una somministrazione di un antagonista dopaminergico.
Il catinone blocca i recettori α-2 e attiva i recettori 5-HT7, inibendo la contrazione della muscolatura liscia.
Il catinone dunque causa xerostomia, visione offuscata, un aumento della pressione e della frequenza cardiaca.

### Farmacologia
Le foglie di Khat vengono rimosse dal gambo della pianta e mantenute tra i denti sulla guancia e masticate. La masticazione rilascia un succo dalle foglie, che includono il catinone alcaloide. L'assorbimento del catinone ha due fasi: una nella mucosa buccale e una nello stomaco e nell'intestino tenue. Lo stomaco e l'intestino tenue sono molto importanti nell'assorbimento degli alcaloidi ingeriti. A circa 2,3 ore dopo la masticazione delle foglie di khat, viene raggiunta la concentrazione massima di catinone nel plasma sanguigno. Il tempo medio di permanenza è di 5,2 ± 3,4 ore. L'emivita di eliminazione del catinone è di 1,5 ± 0,8 ore. Un modello a due compartimenti per assorbimento ed eliminazione descrive al meglio questi dati. Tuttavia, al massimo, solo il 7% del catinone ingerito viene recuperato nelle urine. Ciò indica che il catinone viene scomposto nel corpo. È stato dimostrato che il catinone metabolizza selettivamente in R, S - (-) - norefedrina e catina. La riduzione del gruppo chetonico nel catinone produrrà il catino. Questa riduzione è catalizzata dagli enzimi nel fegato. La rottura spontanea del catinone è la ragione per cui deve essere masticato fresco dopo la coltivazione.

### Effetti sulla salute
La prima documentazione della pianta di khat usata in medicina era in un libro pubblicato da un medico arabo nel 10 ° secolo.  È stato usato come antidepressivo perché ha portato a sentimenti di felicità ed eccitazione. La masticazione cronica del khat può anche creare dipendenza da droghe, come dimostrato da studi sugli animali. In tali studi, le scimmie sono state addestrate a spingere una leva per ricevere la ricompensa della droga. Man mano che la dipendenza delle scimmie aumentava, premevano la leva con una frequenza crescente.
La masticazione di Khat e gli effetti del catinone sul corpo differiscono da persona a persona, ma esiste un modello generale di comportamento che emerge dopo aver ingerito catinone fresco:
- Sentimenti di euforia che durano da una a due ore
- Discussione su problemi gravi e maggiore irritabilità
- L'immaginazione del masticatore è molto attiva
- Fase depressiva
- Irritabilità, perdita di appetito e insonnia

Ci sono altri effetti non correlati al sistema nervoso centrale. Il masticatore può sviluppare costipazione e bruciore di stomaco dopo una sessione di khat. Gli effetti a lungo termine del catinone possono includere malattie gengivali o tumori del cavo orale, malattie cardiovascolari e depressione. I sintomi da astinenza del catinone comprendono vampate di calore, letargia e un forte bisogno di usare il farmaco per almeno i primi due giorni.